# ゼノギアスのギア及び機械兵器の一覧
ゼノギアスのギア及び機械兵器の一覧（ゼノギアスのギアおよびきかいへいきのいちらん）では、プレイステーション用RPGゼノギアスに登場するギアおよび機械兵器一般について説明する。

## 概略
最初に、ゼノギアスの世界における機械の扱い、および本作で使用されている単位系について説明する。
ゼノギアスには、ギアをはじめとする多くの機械兵器が存在する。これらはまた、ゼノギアスの大きな魅力のひとつである。これらの機械兵器は「スレイブジェネレーター」というエネルギー発生機関を搭載することで、はじめて駆動可能になる。スレイブジェネレータについては、その成り立ちからして物語の一根幹を成すほどの複雑な存在であるのだが、エネルギー発生機関と捉えると理解がしやすいので、本項ではそのようにして取り扱う。
なお、本項では動かす仕掛けが同一である事から、軍艦などのギア以外の機械兵器一般についても記載する。また、動力源がスレイブジェネレータではないデウスの機動端末兵器群についても、ゲーム中での扱いがギアと同様であることから、本項にて取り扱う。

### ゼノギアスの単位系
各項目の説明に先立って、ゼノギアスで使用されている単位系について説明する。ゼノギアスでは独自の単位が存在し、それらは以下のとおりになっている。   
長さ
- 1シャール＝0.97メートル
- 1スール＝33.3センチメートル
- 1カーン＝1.08トン

秒単位及び速さ
- 1ツァイトル＝62秒
- 1レプソル＝0.97キロメートル/時
- 1ウーリア＝0.97メートル/秒

指数基準値（対象は全てアヴェ軍主要ギア「アヴェ01」のもの）   
- サブジェネレーター出力＝100
- メインジェネレーター係数＝1 - サブジェネレーター出力からどれだけメインジェネレーターパワーを引き出せるかの数値
- フレーム耐久度＝100
- 機体反応値＝3.0 - 数値が低いほど反応性が高い
- エーテル感応値＝1

## ギア
ギアとは、『ゼノギアス』における、巨大人型（もしくは人型に近い）機械の総称。一応、民間用、作業用などのギアも存在するが、使用されるのはもっぱら兵器としてである。ギアはギア・アーサーとギア・バーラーの2種類に大別される。その分別はバーラーの項で詳述するが、バーラーでないものはすべてアーサーであるので、以降、単にギアと言った場合は原則としてギア・アーサーの事を指すものとする。

### プレイヤーキャラクターのギア
ギア・アーサーとは、アニマの器と同調されていない「普通のギア」のこと。どんなに特殊な製法が使われようが、バーラー（同調済み）でない限りはアーサーである。バーラーと違い、エネルギー機関がスレイブジェネレーターのみとなっている。また以下の記述は、ゲームの設定上のものと、実際のゲームにおけるステータスとが分けて記述されている。
ヴェルトール "Weltall"
| ヴェルトール "Weltall"   |                            |
| 搭乗者                   | フェイ                     |
| 全高                     | 16.3シャール（15.811m）    |
| 基本重量                 | 17.8カーン（19.224t）      |
| 全装備重量               | 22.7カーン（24.516t）      |
| サブジェネレーター出力   | 400                        |
| メインジェネレーター係数 | 4.2                        |
| 稼働時間                 | 480ツァイトル（8.267時間） |
| フレーム耐久度           | 260                        |
| 機体反応値               | 0.8                        |
| エーテル感応値           | 43.5                       |
| 表層速度                 | 260レプソル（252.2km/h）   |
| 飛翔速度                 | 970レプソル（940km/h）     |
| 装備武器                 | 内装式チェーンガン×1       |
本作の主人公機。グラーフと処刑人がキスレブに持ち込んだ部品で作らせたギア。高度な技術が使われておりブラックボックスが多い。全環境対応型ギアであり、砂漠などの環境の変化時においても全自動で歩行機能を変更することができる。触れ込みは「キスレブの最新式」であったため、ゲブラーに強奪された末に、フェイのいるラハン村に不時着する。ラハン村が消滅した原因であるため、フェイは当初はヴェルトールを嫌悪し、やむを得ない状況から「腐れ縁」と称しつつ渋々乗っていたが、幾度もの強敵との戦闘を共に戦い抜くうちに愛機として乗りこなしていき、最終局面ではゼノギアスへと進化したヴェルトールの事を「相棒」と呼んでいた。
グラーフの搭乗機であるORヴェルトールの純粋なレプリカであり、理論上はORと同等の能力を持つ。しかし機械構造はアーサーと同様であるため、すぐに機体が磨耗し、物語序盤ではしょっちゅう動かなくなる（ゲームには影響なし）。本体と比較しても一見無駄とさえ思える程の巨大なバックパックを背負っている。最強の必殺技は「機神黒掌」で、序盤で危機に陥った時に反射的に使って見せたが、後半のハイパーモード解禁までは使用不可能（ハイパーモードはシェバトのイベント以降。機神黒掌はレベル70以上が使用条件）。ハイパーモード時の必殺技では、ワイズマンのような片足立ちの構えを行う。主な武装はなく素手での格闘で戦うが、実はチェーンガンがひとつ内装されている。しかし、使われるのは序盤の1シーンのみ。名称はドイツ語で「事象世界」もしくは「宇宙」の意で、英訳するとWorld allとなる。
ゲーム上では出力係数は1.0、スピードは10と標準以上の能力値のため、特徴こそあまり無いものの安心して使える機体である。

ヴェルトールセカンド "Weltall-2"
| ヴェルトール2 "Weltall-2" |                               |
| 搭乗者                    | フェイ、イド                  |
| 全高                      | 19.4シャール                  |
| 基本重量                  | 18.7カーン                    |
| 全装備重量                | 23.2カーン                    |
| サブジェネレーター出力    | 560                           |
| メインジェネレーター係数  | 5.1(12.8)                     |
| 稼働時間                  | 710(9.7)ツァイトル            |
| フレーム耐久度            | 370                           |
| 機体反応値                | 0.9(0.52)                     |
| エーテル感応値            | 89                            |
| 表層速度                  | 416レプソル                   |
| 飛翔速度                  | 1,310レプソル                 |
| 装備武器                  | 内装式チェーンガン×3          |
| 補足                      | カッコ内はシステム･イド発動時 |
ヴェルトールがラムサスによって大破したものを、トーラ・メルキオールとアイザック・バルタザールが改修した機体。当初はナノマシンによる機体の修復だけの予定だったが、バルタザールがブラックボックスの解析を行い、ジェネレーターを調整したことで、ヴェルトールの本来の力を抑制して扱えるようにしたギアになっている。普段の出力もイドモード程ではないが、格段に上昇している。時間制限付きで任意にイドモードにほぼ近い力を引き出すことも可能。外見的には、背部に背負った追加装甲パーツを普段から装着し全体的にマッシヴで重量感が増したように（人間で言うと、一回り筋肉がついたように）見える。また、追加装甲の材質もギア・バーラーのE・アンドヴァリと同じものになっている。そのため、事実上機体の性能に関して言えば、ヴェルトール2はオリジナルとほぼ互角の能力を手に入れたといえるが、ワイズマンの言う通り搭乗者の能力でオリジナルの足下にも及ばないほど強さに差が出ている（それでも並のギア・バーラーをも上回る出力とされる）。
背部のブースターもイドモードのものを閉じた形となっており、ハイパーモードになると開いて、小さく黄色に光る三角錐形のパーツが姿を現し、ヴェルトール・イドを彷彿とさせる姿になる。ただしイドとは違い光翼状の放熱発光や機械表面の赤熱現象は見られない。「2」は「ツー」ではなく「セカンド」と読む。ヴェルトール同様素手による格闘を用いて戦う。技も引き継ぐ（アニメーションは若干の違いが見られる）。
ゲーム的な基本性能はヴェルトールから変わっていない（出力係数1.0、素早さ10）が、「システムイド」の特殊装置で秘められた力を一時的に解放、任意にハイパーモードに突入できるため攻撃力アップの印象は強烈。また他にも特殊装置「雷神波」「炎獄殺」が追加される。
膨大な燃料を消費しての機能ばかりだが、どれもそれに見合った効果がある。後者二つはエーテルとほぼ同じ扱いのため、フェイの能力成長率を考えればプレイヤーによっては価値が低くなるが、成長のランダム性の利用と装備次第でカウンターストップダメージである9999を容易に出せる。

ゼノギアス "Xenogears"
| ゼノギアス "Xenogears" |              |
| 搭乗者                 | フェイ       |
| 全高                   | 19.8シャール |
| 基本重量               | 18.9カーン   |
| 全装備重量             | 21.4カーン   |
ヴェルトール2が、「波動存在」と接触した事で変容した姿。厳密に言えば、アーサーでもバーラーでもない、さらに高次元の存在である。外見も一新され、顔部分を除きヴェルトールの面影がほとんどと言っていいほどなくなっている。肩幅の大きさに対して腕部は細く、手は人間のような有機的な形になってい る。変異した時点ではフェイがイドとなっていた事もあり接触も不完全で、真紅の装甲、獣の様な動きで戦うが、フェイの人格が全て統合され波動存在との完全な接触を果たすと、姿形は変わらぬまま、白がメインで青、赤部分を残 したカラーリング（いわゆるトリコロール）となって、まるで神のように威風堂々した佇まいのゼノギアスが誕生した。
素手による通常攻撃はほとんど使わず、白く光る光弾を使った攻撃、敵を捕らえてからの頭突き、空中からの踵落とし等をする。技はヴェルトールのそれと同名だが、動きが単純ながらも大仰なものに変わっている。暫定的に従来の機構を使って燃料消費するものの、本来は燃料がなくても駆動可能。ハイパーモード突入時 には巨大な白色の光が翼の様に背部の突起の間より放出されるエフェクトが見られる（バトリングの勝利ポーズでのみ、光の翼が発生している際に肩のパーツが胴体との接続部から手前に90度動いて、羽を大きく広げた状態に変形している）。エンディングではその光の翼を広げて帰還した。最強技は変わらず「機神黒掌」だが、黒とはもはや名ばかりで、背景が青い光の帯のようなもの（宇宙空間？）に変わり、赤く光る無数の拳撃の後、飛び上がって輝く踵落としを決める技へと、その内容は大きく変わっている。
終盤の他のプレイヤーのギア・バーラーは、アニマの器を奪われた事で一時的にギア・アーサーに戻されるが、ゼノギアスから得られたデータをもとに強化・再現され、ギア・バーラー以上の能力を持つ機体となる（ゲーム的には再度ギア・バーラーに戻っただけでしかないが）。
本作のタイトル『ゼノギアス』（「異質な歯車」の意）をその名に冠し、「デウス」が有する事象変異機関「ゾハル」を破壊することを唯一可能とする。それまでは全く歯が立たなかったORヴェルトールを圧倒する等、名実共に究極最強のギアである。出力係数は（設定上では）計測不能（最低でもORヴェルトールの20.0を遥かに超えていると思われる。無限大の可能性有り）、スピードは3,000レプソル以上（秒単位の時間で大気圏を離脱したため）、また搭乗者であるフェイも接触者であるためエーテル感応値が無限大と、神(ゾハル)と唯一対等の究極の存在。ゾハルを経ずしてエネルギーを得られるため、ゾハル破壊後も稼動できる。また、主であるフェイが窮地に陥った際には自らフェイをコクピットに呼び戻す行動を取っている。

ヴィエルジェ "Vierge"
| ヴィエルジェ "Vierge"    |                                                                             |
| 搭乗者                   | エリィ                                                                      |
| 全高                     | 15.7シャール（15.229メートル）                                              |
| 基本重量                 | 10.2カーン（11.016トン）                                                    |
| 全装備重量               | 14.7カーン（15.876トン）                                                    |
| サブジェネレーター出力   | 410                                                                         |
| メインジェネレーター係数 | 3.4(6.0)                                                                    |
| 稼働時間                 | 600ツァイトル（10.333時間）                                                 |
| フレーム耐久度           | 220                                                                         |
| 機体反応値               | 1.0(0.73)                                                                   |
| エーテル感応値           | 60(135)                                                                     |
| 表層速度                 | 280レプソル（271.6km/h）                                                    |
| 飛翔速度                 | 850レプソル（824.5km/h）                                                    |
| 装備武器                 | 内装式バルカン×2 無線誘導式エアッド×12 格闘戦用ロッド×1                     |
| 補足                     | カッコ内はリミッター解放時 無線誘導式エアッドは 別の名称でも称されていた[1] |
エリィが搭乗するソラリス製ギア。正式にはA2型ヴィエルジェ。量産型のB型ヴィエルジェはエアッド6基だが、A2型には12基のエアッドが搭載されてい る。12基ものエアッドはひと際強いエーテルの持ち主でないと使用できないとのことで、エリィのエーテル能力の高さがうかがえる。搭載されている小型エアッドはシタンが開発したもの。杖で殴るとハートマークが出たりするピンクが基本色のギア。名称は、フランス語で乙女座の意。
ゲーム上の出力係数は0.7と全ギア中最低の数値。装備武器があるとはいえ、攻撃力はかなり低い。ただし、エリィのエーテル能力や機体のエーテル機関を強化した上での特殊装置「エアッド」の威力はゲームバランスを崩すほど。画面では確認できないが、エアッドにはエーテル攻撃同様成功率が設定されており、ダメージが激減することがある。また、素早さは12とクレスケンスに次ぐ数値を誇る。

ヘイムダル "Heimdal"
| ヘイムダル "Heimdal"     |                            |
| 搭乗者                   | シタン                     |
| 全高                     | 16.9シャール（16.393m）    |
| 基本重量                 | 14.0カーン（15.12t）       |
| 全装備重量               | 18.1カーン（19.548t）      |
| サブジェネレーター出力   | 390                        |
| メインジェネレーター係数 | 4.6                        |
| 稼働時間                 | 500ツァイトル（8.611時間） |
| フレーム耐久度           | 230                        |
| 機体反応値               | 0.94                       |
| エーテル感応値           | 38.4                       |
| 表層速度                 | 250レプソル（242.5km/h）   |
| 飛翔速度                 | 850レプソル（751.75km/h）  |
| 装備武器                 | 内装式バルカン×2           |
ユグドラシルが発掘したギア。ソラリスとシェバトの大戦中に作られたもので、本来は遠距離戦もしくは索敵用の機体。センサー類に重点が置かれており、高い遠距離索敵能力を持つ。高出力であるがバランスが悪く、それに対応すべく反応が過敏なセッティングとなり、結果としてシタン程の熟練者にしか乗りこなせない様になった。曰く「じゃじゃ馬」。名称は、北欧神話に登場する何者をも見逃さない目を持つ神ヘイムダルから。
武装は基本的には素手での攻撃だが一時的に剣を使用する（ギア・バーラーが使用不能になったために代用した時）。設定上はチェーンガンが内蔵されているが、ゲーム中では使用するシーンはない。
ゲーム上の出力係数はヴェルトールと同じ1.0、素早さはヴェルトールを上回る11、フレームHPも同時期のヴェルトール以上という高レベルでバランスの取れた機体。後半のイベントで一時的にE・フェンリルからヘイムダルに乗り換えるが、その時は剣を装備しての出力係数0.9というE・フェンリルと同じ性能になっている。

ブリガンディア "Brigandia"
| ブリガンディア "Brigandia" |                                                                   |
| 搭乗者                     | バルト                                                            |
| 全高                       | 17.0シャール（16.393m）                                           |
| 基本重量                   | 13.9カーン（15.012t）                                             |
| 全装備重量                 | 18.6カーン（20.088t）                                             |
| サブジェネレーター出力     | 370                                                               |
| メインジェネレーター係数   | 4.1                                                               |
| 稼働時間                   | 410ツァイトル（7.061時間）                                        |
| フレーム耐久度             | 270                                                               |
| 機体反応値                 | 1.1                                                               |
| エーテル感応値             | 40.4                                                              |
| 表層速度                   | 350レプソル（339.5km/h）                                          |
| 飛翔速度                   | 792レプソル（768.24km/h）                                         |
| 装備武器                   | 内装式チェーンガン×2 ヒートロッド×2                               |
| 補足                       | 公式サイトでは装備武器が シューティアのものだったが 誤りである[2] |
ヘイムダル同様、ユグドラシルが発掘したギア。ソラリスとシェバトの大戦中に作られたもの。バルトの趣味により、赤い塗装に侍ヘッド、片目にアイパッチ（カメラもしっかりと壊してある）が当てられていたりと、何かと海賊仕様。デザインは絵巻物に書かれていた伝説上のギア（E・アンドヴァリ）に似せて改修している。足がホバーになっている砂漠用ギア。ヘイムダルほどではないが出力と反応性が高いぶん常人には動かせないシビアなセッティングになっている。武器は両腕に装着された鞭。語源はケルト神話の地母神ブリカンティアと、海賊を表す言葉「ブリギャンド」。
ゲーム上では出力係数は0.8とヴェルトールをかなり下回るが、武器を装備するために攻撃力にあまり遜色は無い。また装備である鞭には、様々な特殊効果が付与されている 場合が多く、この恩恵はかなり大きい。バルトのエーテル「ワイルドスマイル」はギアに乗っても健在。素早さは9で若干ヴェルトールを下回る。物語を進める と特殊装置「ユグドラ爆雷」が追加されるが、バルトはエーテル能力が低いため、エアッドのような威力は出せない（無論装備で強化すれば大化けする）。バルト本人の能力のせいで、命中率が低めなのが玉に瑕。

シューティア "Stier"
| シューティア "Stier"     |                                                                   |
| 搭乗者                   | リコ                                                              |
| 全高                     | 19.0シャール                                                      |
| 基本重量                 | 20.8カーン                                                        |
| 全装備重量               | 27.5カーン                                                        |
| サブジェネレーター出力   | 520                                                               |
| メインジェネレーター係数 | 4.0                                                               |
| 稼働時間                 | 340ツァイトル                                                     |
| フレーム耐久度           | 335                                                               |
| 機体反応値               | 1.8                                                               |
| エーテル感応値           | 29.3                                                              |
| 表層速度                 | 220レプソル                                                       |
| 飛翔速度                 | 665レプソル                                                       |
| 装備武器                 | 内装式バルカン×2 マシンキャノン×2 ファンランクス×1 格闘戦用クロー |
リコがバトリングを3連覇した機体。背中に巨大なロケットブースターを装備したかなり無骨なデザイン。首輪を模した意匠のパーツがある。バトリング委員会は教会の組織のひとつであり、間接的にソラリスの技術もつぎ込まれている。名称はドイツ語で牡牛座の意。
ゲーム上では出力係数は1.2とゼプツェンと並んで全ギア中トップの数値でHPは全ギア中最高。だが素早さが全ギア中最低の数値である7。重量もゼプツェンより軽く、リコと同様に命中率の低さもあって扱いづらい。

レンマーツォ "Renmazuo"
| レンマーツォ "Renmazuo"  |                                            |
| 搭乗者                   | ビリー                                     |
| 全高                     | 15.9シャール（15.423m）                    |
| 基本重量                 | 11.6カーン（12.528t）                      |
| 全装備重量               | 16.1カーン（17.338t）                      |
| サブジェネレーター出力   | 400                                        |
| メインジェネレーター係数 | 3.7                                        |
| 稼働時間                 | 441ツァイトル（7.595時間）                 |
| フレーム耐久度           | 240                                        |
| 機体反応値               | 1.02                                       |
| エーテル感応値           | 50.9                                       |
| 表層速度                 | 840レプソル（312.34km/h）                  |
| 飛翔速度                 | 665レプソル（814.8km/h）                   |
| 装備武器                 | バルカン×2 アームガン×2 格納式ハンドガン×2 |
教会からビリーに与えられたギアで、間接的にソラリスの技術が使われている。普段は孤児院の地下に格納してある。他のギアが格闘技などを用いた白兵戦をメインにするのに対し、この機体はハンドガンやアームガンを用いた射撃戦を得意とする。また、一般のエトーンが乗る専用のギアと違い、特大のマントを羽織っている（ミニゲームのバトリングに参加する際はマントは省略されている）。名称は人馬座（射手座）の北京語読みから。
ゲーム上では出力係数は0.8と低めだが、武器による補正が付くために総合的な攻撃力は決して低くない。素早さも11と高め。弱攻撃と強攻撃は弾丸を消費するが、ギア戦は弾切れを起こすほど長引くことは皆無であるため、それ程問題は無い。中攻撃のアームガンは徒歩と同じくエーテルガンである。あるイベント後、特殊装置「ジェシーカノン」が追加される。

ゼプツェン "Siebzehn"
| ゼプツェン "Siebzehn"    | |
| 搭乗者                   | マリア |
| 全高                     | 28.2シャール |
| 基本重量                 | 33.5カーン |
| 全装備重量               | 46.0カーン |
| サブジェネレーター出力   | 610 |
| メインジェネレーター係数 | 5.5 |
| 稼働時間                 | 730ツァイトル |
| フレーム耐久度           | 440 |
| 機体反応値               | 2.3 |
| エーテル感応値           | 20.4 |
| 表層速度                 | 180レプソル |
| 飛翔速度                 | 622レプソル |
| 装備武器                 | ロケットポッド内装式 マイクロミサイルランチャー×2 フィンガーミサイル5門×2 胸部グラビディーカノン×1 トルネードハンマー×2 |
マリアの父、ニコラ・バルタザールが妻子と共にソラリスに拉致されて開発した人機融合の試作第一号ギア。パイロットの反応と機体操作の僅かなタイムラグをなくすため、ゼプツェンには自律神経があり、そのためコックピットはなくマリアはゼプツェンの頭の上に乗って（深海底でも）操縦する。娘マリアを逃すため、マリアの脳とゼプツェンが同調できるようにと両親は苦渋の選択として、マリアの母クラウディアが事故死したように偽装して、神経回路にクラウディアの脳を使った。しかしマリアはそのような非人道的行為の賜物である事を知らない。また母のことは事故死したものと思っており、ドミニアがシェバトに侵入した際に母のことを言いかけたが知らずじまいに終わった。洗脳されアハツェンと一体化したニコラのシェバト侵攻の際、父ニコラがアハツェンに仕掛けておいた良心回路により遠隔操作でゼプツェンのグラビトン砲の封印を解かれ、同時にアハツェンの全データが転送コピーされた。これによりアハツェンと同等の各種データを得ると共に、母の脳だけでなく父のデータも組み込まれることになったゼプツェンは制止するマリアの意思を無視して自律的にグラビトン砲を使用して、父が融合しているアハツェンを破壊した。シェバトで待機中は第17格納庫に納められている。ゼプツェンはドイツ語で17を表し、アハツェンは同じく18を意味する。設定やネーミング等の元ネタは大鉄人17。
性能はその外見どおり、典型的なパワー型で、出力係数は1.2でスピードは8。重量も一番重く重装備でも素早さが下がりにくい。特殊装置「ミサイルポッド」、「グラビトン砲」によるエーテル攻撃も使用可能。更にこの装置はギアの装備、マリアの装備と両方の補強を受けるため、習得以降はマリアは生身でのバトルでも規格外の攻撃力となり得る（マリアは戦闘力は低いが、生身の戦闘中でもエーテル技としてゼプツェンを召喚出来る）。

クレスケンス "Crescens"
| クレスケンス "Crescens"  |                                |
| 搭乗者                   | エメラダ                       |
| 全高                     | 15.4シャール                   |
| 基本重量                 | 9.7カーン                      |
| 全装備重量               | 13.3カーン                     |
| サブジェネレーター出力   | 450                            |
| メインジェネレーター係数 | 3.3                            |
| 稼働時間                 | 710ツァイトル                  |
| フレーム耐久度           | 200                            |
| 機体反応値               | 1.0                            |
| エーテル感応値           | 44                             |
| 表層速度                 | 300レプソル                    |
| 飛翔速度                 | 1,100レプソル                  |
| 装備武器                 | 翼状エアッド(ナノマシン制御)×2 |
腕がなく、その代わり頭部にナノマシンで形成された翼状のパーツを装備するという特異なデザインのギア。カレルレンが開発中のギアをエメラダ用に改造した。制御系と翼状パーツがナノマシンでできている。エメラダは搭乗するのではなく、機体内部のナノマシン自体に融合することによって操縦する。エメラダが自己修復させることも可能だが、エメラダが行おうとしないため整備が必要。名称はラテン語の三日月（正確には「クレケンスルーナ」）から由来する。
ゲーム上では全ギア中最高の素早さ13が最大の魅力。出力係数も1.0で、エメラダの攻撃用エーテルがそのまま使えることもあり、攻撃面ではトップクラスである。エメラダの大人化により攻撃力に補正がかかるため更に強くなる。反面、HPが極端に低い。また軽い機体なので重いギア用アクセサリーを積むと他の機体より素早さが下がりやすい。
ギア･バーラーに変異することはないが、設定資料集にあるバーラー化した場合の設定画によると、ナノマシンの翼状パーツが大きくなっており、全体的に優美さが増したような形態になっている。

ディルムッド
搭乗者：主にミロク隊
バルトの率いる海賊が使用する赤い汎用ギア。元はブリガンディアの量産型。アイカメラが一つだけ搭載しており、能力的にはブリガンディアの劣化版といえるが、命中率はある。主な攻撃方法は回し蹴り。
バントライン
| バントライン             |                                                     |
| 搭乗者                   | ジェサイア(ジェシー)                                |
| 全高                     | 人型時：15.1シャール キャノンモード時：20.1シャール |
| 基本重量                 | 12.6カーン                                          |
| 全装備重量               | 20.8カーン                                          |
| サブジェネレーター出力   | 350                                                 |
| メインジェネレーター係数 | 3.5                                                 |
| 稼働時間                 | 540ツァイトル                                       |
| フレーム耐久度           | 240                                                 |
| 機体反応値               | 1.3                                                 |
| エーテル感応値           | 31.4                                                |
| 表層速度                 | 250レプソル                                         |
| 飛翔速度                 | 765レプソル                                         |
| 装備武器                 | 有人ロケット弾 (キャノンモード変型時に使用)         |
ソラリス時代のヒュウガ(シタン)が作った非実用的ギア。カノン砲に変形して他のギアが抱え、搭乗者を弾頭に込めて搭乗者のエーテル力で発射する。その際に搭乗者の命が失われてしまうが、この問題点は後にジェシーが改良している。
ソラリスから脱出したジェシーが、その2年後（創始歴9992年）にガスパールのゲリラ隊と共に地上のゲブラー基地を襲って、そこで保管されていたバントラインを奪った。

### ギア・バーラー
簡単に言えば、「特別なギア」のこと。スレイブジェネレーターだけではなく「アニマの器」が関わったことにより、エネルギー系に大きな変化を及ぼしている。そのほか操縦系、構造、構成材にも変化が起きている。「アニマの器」の数が限られているため、おのずとギア・バーラーの数も少ない。デザインは、アーサーが機械的であるのに対し、バーラーは有機的(「関節らしい関節がない」など）なものとなっている。ギア・バーラーに共通する外見的特徴として、装甲に瞳型の機関が多数ある。また、ごく一部の例外はあるがほとんどの機体が翼や羽状のパーツを備えている。最終盤におけるギア・バーラーは、一時アニマの器をデウスに吸収され可動不能に陥ったが，ロニ・ファティマの残したギア・バーラーのデータとゼノギアスから得られたデータを基にバルタザール、メルキオールの両賢者がギア技術とナノ技術の融合によりパワーアップされ復活している。なお、この措置により両者は厳密にはギア・バーラーではなくなった。（また、開発時はゼプツェンもクレスケンスもバーラー化する予定でデザインの準備稿も用意されていたが、本編設定ではマリアはアニマ同調率が74%しかないため同調できず、エメラダはアニムス因子がないため同調不可となっている）。
「E」は「エル(El)」と読む。
E・レグルス（ソフィアのギア・バーラー）
搭乗者：ソフィア、エリィ
シェバトに保管されていた500年前の大戦でソフィアがアニマの器「ディナ」と同調したものの乗る事は無かったギア・バーラー（同調する以前にギアで戦っていたソフィアが負傷したというイベントはあるが、そのとき搭乗していたギアが同調したのかは不明）。シェバトに訪れた際にエリィが同調するが乗り換えはしなかった（同調する場面のイベントは無く、女王ゼファーへの報告のイベントのみである）。なお、プレイヤーが操作することは一度も出来ず、ただイベントを観るだけであり、名前も呼ばれることはない。エリィは対存在であるためアニマとの同調率が無限大であり、エーテル感応値も無限大である。イベントでは対存在としての力を発揮して、気絶しながらもナノマシンでいくらでも回復する人機融合ギア2体を破壊している。エリィもソフィアも搭乗を拒否したのは、「対存在」である自分と「アニマの器」との関係を無意識的に感じ取っていたため。キスレブのバトリングのミニゲームでは、一定のタイミングを経過すると本機が登録され、そのミニゲーム内でのみ動かすことが可能で、「E・レグルス」というのもその時はじめて表示される。デザインはヴィエルジェに似ている。
E・フェンリル
| E・フェンリル |              |
| 搭乗者        | シタン       |
| 全高          | 18.6シャール |
| 基本重量      | 17.2カーン   |
| 全装備重量    | 20.4カーン   |
ヘイムダルではなく、シタン本来の搭乗機。物語開始以前（ソラリス守護天使時代）から所有していたが、諸々の都合でガスパールに預けてあった。生身最強の能力値であるシタンに恥ず事 のない、トップクラスのギア・バーラー。シタンはアニマとの同調率も98%を誇る。肩に特徴的な突起があるが、そのせいで頭が小さく見え、ヘイムダルに比べると地味な雰囲気のデザインになっている。剣を装備して戦闘を行う。同調してギアに組み込まれたアニマの器は「アシェル」。名前の由来は、北欧神話に登場する巨大な狼フェンリルから。
ゲーム上では出力係数が0.9と、ヘイムダルより低い数値だが、装備する剣の威力が非常に高いため、攻撃力はゼノギアス並。またスピードも11と高く、ゼノギアスに匹敵する唯一のギアといえる。主人公側では唯一翼の意匠のパーツがない。

E・アンドヴァリ
| E・アンドヴァリ |                                                   |
| 搭乗者          | ロニ(500年前) バルト マルー(起動時に搭乗していた) |
| 全高            | 18.3シャール                                      |
| 基本重量        | 15.2カーン                                        |
| 全装備重量      | 19.1カーン                                        |
ファティマ王家に伝わるギア・バーラー。通称「ファティマの至宝」。500年前は先祖のロニ・ファティマがアニマの器「ダン」と同調して駆っていた。物語最初に登場するバーラーだけに、その印象は強烈。ブリガンディアは絵巻物に書かれたE・アンドヴァリを元に改修しているためデザインは似通った部分があり、武器も鞭である（開発上では、設定を勘違いした石垣純哉によりブリガンディアのパワーアップ版とした描かれた）。登場後しばらくは無類の強さを誇る。またギア・バーラーは、操縦桿による操作ではなく、イメージのフィードバック方式であることを認識させた。搭乗者であるバルトとアニマとの同調率は90%。
出力係数が0.9とブリガンディアより強化されており、攻撃面が強化された。また、入手時にはかなり強力なパーツを装備しているため、しばらくは他のギアと一線を画した強さを誇る。

E・レンマーツォ
| E・レンマーツォ |              |
| 搭乗者          | ビリー       |
| 全高            | 18.8シャール |
| 基本重量        | 14.9カーン   |
| 全装備重量      | 19.3カーン   |
E・シューティア同様、ビリーのレンマーツォが、アニマの器と同調することで進化した機体。同調した器は「ヨセフ」もしくは「ガド」（どちらか不明）。マントがなくなり、昆虫のような有機的な羽が生えている。搭乗者であるビリーとアニマとの同調率は92%。
ゲーム的にレンマーツォと能力値の違いはないが、後のイベントにより範囲攻撃できる特殊装置「ジェシーバスター」が追加される。

E・シューティア
| E・シューティア |              |
| 搭乗者          | リコ         |
| 全高            | 19.2シャール |
| 基本重量        | 22.2カーン   |
| 全装備重量      | 26.7カーン   |
リコのシューティアが、アニマの器と同調することで進化した機体。同調した器は「ガド」もしくは「ヨセフ」（どちらか不明）。背後のブースターがなくなり、ライオンの鬣のようなものが生えている。搭乗者であるリコとアニマとの同調率は85%。
ゲーム的には、シューティアと能力値はまったく変わっていない。

ヴェンデッタ
搭乗者：ラムサス
ラムサスのワイバーンがアニマの器「ゼブルン」と融合したギア・バーラー。ワイバーンと同じく黄金のボディに禍々しい表情の顔と悪魔を思わせる巨大な翼を持つ。ラムサスによってアニマの器の能力が100%発揮されている。初登場時は圧倒的な力を持ってヴェルトールを大破させるが、後にヴェルトールを改修･強化したヴェルトール2のシステムイドによりあっけなく撃破されてしまう。狂乱したような斬撃と特殊攻撃ギガンテック・フレアを使う。ヴェンデッタとは英語で「復讐」「怨念」「長期に渡る不和」の意。
アンフィスバエナ
搭乗者：カレルレン(500年前)
ラムサス
アニマの器「ユダ」を有するカレルレンのギア・バーラー。太い手足と尻尾があり、頭の上に一回り小さい胴体が生えている顔が2つで腕が4つあるデザイン。メルカバー内ではラムサスが搭乗した。入滅第三波動という攻撃を行う。
オリジナルヴェルトール（真ヴェルトール） "OR Weltall"
| ORヴェルトール           |                            |
| 搭乗者                   | ラカン ワイズマン グラーフ |
| 全高                     | 19.6シャール               |
| 基本重量                 | 不明                       |
| 全装備重量               | 不明                       |
| サブジェネレーター出力   | 無し                       |
| メインジェネレーター係数 | 20以上（計測不能）         |
| 稼働時間                 | 不明                       |
| フレーム耐久度           | 不明                       |
| 機体反応値               | 0.3以下（計測不能）        |
| エーテル感応値           | 不明                       |
| 表層速度                 | 計測不能                   |
| 飛翔速度                 | 計測不能                   |
| 装備武器                 | 不明                       |
500年前にラカンがアニマの器「ナフタリ」と同調して、搭乗するギアが進化したギア・バーラー「ヴェルトール」 が、ゾハルとの不完全接触によって更なる変異進化を遂げたギア。背後に2本のフィンがあり、広げるとコウモリの翼のようになる。搭乗者がワイズマンに切り替わったときは翼や突起がなくなり、白色のギア・バーラーのような機体になる。
フェイが乗るレプリカのヴェルトールと区別するためゲーム内では名称表示に「OR」(オリジナル)と付いている。レプリカであるヴェルトールがゼノギアスに変異進化してヴェルトールではなくなった際には、ORヴェルトールのゲーム内の名称表示は「真ヴェルトール」に変わった。
圧倒的な強さを誇り、ヴェルトール2とギア・バーラーによる3機掛かりでもまるで相手にならない程である。最終ボスすらも凌駕する本作最強の敵（ゲーム上でもいわゆる負けバトルになっているが、戦略を練って装備を整えれば勝つのは難しくない。ただし勝ってもレアアイテムを入手後ストーリー上では負けたことになる）。

ソラリスのギア・バーラー(4機中、オピオモルプス以外の3機の名称不明)
搭乗者：ガゼル法院(500年前)、ロニの仲間の若者数名(500年前)、ミァン(M0998)
500年前ソラリスによって発掘された4つのアニマの器「ルベン」「シメオン」「レビ」「イサカル」とガゼル法院12人中4人が同調したギア・バーラー4機。ガゼル4人は地上を蹂躙したが、同じくアニマの器を得たラカン達によって倒された。崩壊の日においては、ロニ達がソラリスから奪って若者数名が搭乗してグラーフと戦った。その後、4機ともソラリスに回収されている。
劇中に登場するのはオピオモルプスのみ。オピオモルプスは下半身が蛇のようになっている巨大なギアで、ソラリス潜入中のイベントで保管されている様子も見られる。エメラダを解析したカレルレンによってナノマシンによる再生能力が与えられ、ミァンが搭乗した。凶滅第四波動という攻撃を行う。

### 主な敵キャラクターのギア
ワイバーン "Wyvean"
| ワイバーン               |                                                           |
| 搭乗者                   | ラムサス                                                  |
| 全高                     | 17.8シャール                                              |
| 基本重量                 | 14.5カーン                                                |
| 全装備重量               | 18.1カーン                                                |
| サブジェネレーター出力   | 500                                                       |
| メインジェネレーター係数 | 4.5                                                       |
| 稼働時間                 | 5.4ツァイトル                                             |
| フレーム耐久度           | 320                                                       |
| 機体反応値               | 0.8                                                       |
| エーテル感応値           | 58.5                                                      |
| 表層速度                 | 290レプソル                                               |
| 飛翔速度                 | 1,200レプソル                                             |
| 装備武器                 | 実剣×1 バルカン砲×4 誘導砲身型大型 エアッド(クロー兼用)×2 |
ラムサス専用の金色のギア。実剣の他、エーテル攻撃「メガンティック・フレア」、攻撃を見切る「水鏡の構え」を使ってくる。
9年前、ラムサスがゲブラー総司令官に就任した際に総司令官にふさわしいギアとして開発された最先端の技術を惜しみなく搭載されたギア。ただしカレルレンのナノ技術やM計画の人機融合などは使われていない。大型ジェネレーターを3基搭載していて重量級ギア並の装甲と軽量級並の機動性を合わせ持つが、稼働時間が約6分と恐ろしく短い。なお、ワイバーンの基本設計を行ったのはソラリス時代のヒュウガ(シタン)である。登場する度に無残に撃破される、ある意味不憫な機体である。

ミァンギア(C1型ヴィエルジェ)
| ミァンギア(C1型ヴィエルジェ) |                                              |
| 搭乗者                       | ミァン                                       |
| 全高                         | 16.2シャール                                 |
| 基本重量                     | 12.1カーン                                   |
| 全装備重量                   | 17.4カーン                                   |
| サブジェネレーター出力       | 430                                          |
| メインジェネレーター係数     | 3.4                                          |
| 稼働時間                     | 600ツァイトル                                |
| フレーム耐久度               | 230                                          |
| 機体反応値                   | 0.8                                          |
| エーテル感応値               | 130                                          |
| 表層速度                     | 265レプソル                                  |
| 飛翔速度                     | 920レプソル                                  |
| 装備武器                     | エアッド×6 脱着式シールド×1 防御型エアッド×1 |
攻撃用、防御用2種類のエアッドを装備している最新型のヴィエルジェ。エアッドを動かすためには高いエーテル能力が必要になる。ゲーム中ではラムサス機のアシストを行うのみで、こちらからダメージを与えて撃破する事は出来ない。

イド "Weltall-ID"
| ヴェルトール・イド       |                                    |
| 搭乗者                   | イド                               |
| 全高                     | 19.4シャール                       |
| 基本重量                 | 17.8カーン                         |
| 全装備重量               | 22.7カーン                         |
| サブジェネレーター出力   | 400 （使用しているかどうかは不明） |
| メインジェネレーター係数 | 18以上                             |
| 稼働時間                 | 不明                               |
| フレーム耐久度           | 260                                |
| 機体反応値               | 0.3以下（推定）                    |
| エーテル感応値           | 不明                               |
| 表層速度                 | 計測不能                           |
| 飛翔速度                 | 計測不能                           |
| 装備武器                 | 不明                               |
「エルルの悪魔」と呼ばれ、恐れられているギア。ヴェルトールの本来の姿。イドのためにORヴェルトールのデータを元にしてソラリスで作られた。ギア・アーサーながらギア・バーラー並の出力を持つ。バーラーではないので大きな出力には膨大な熱量が発生し、それの排出により全身と背部から赤外線と赤外寄りの赤や緑色の可視光を放射するため、全身が赤くなり翼が生えた様に見え、異名の通り悪魔の様な外観となっている。また機体自体の出力に耐えられるように装甲を可変して背部にある二次装甲を展開・装着する機構が付いている。
変形機構としては、ノーマルモード時に背負っていたバックパックの内、両端のパーツが翼のような余剰エネルギー放出機構に分割し、間のパーツが腕と脚にそれぞれ装着され、人間の目に当たる部分を頭のひさしの様なパーツが覆い隠し、マスク部分が般若を模した笑みを浮かべる形状に変形する。
二次装甲により手足が延長され、ただでさえ他のギアに比べスマートなヴェルトールが更に細く見える様になる。顔自体はヴェルトールと同一なのだが、変色や上記の変形機構とも合わさって、一目でヴェルトールだと見抜くのは難しい。
素手による攻撃を行うが、ヴェルトールの様な掌底や正拳ではなく、蟷螂拳の様に手刀を突き刺すものとなっている。常にハイパーモード状態なのか、「機神黒掌」を易々と使用する（モーションがヴェルトール、ヴェルトール2のものより速い）。イドは接触者であるためエーテル感応値は無限大であり、ユグドラシルを手も触れずに軽々と持ち上げて放る、「反応弾が飛び回って」いるかのような速度で艦隊を蹂躙する、ソラリスを単機で撃墜するなど、登場しては圧倒的な性能を見せつける。
3年前にイドが封印されて搭乗者がいなくなり、処刑人によってキスレブにデータ採取用として与えられていた。

イド（変異後）
搭乗者：イド
イドが駆るヴェルトール2がベツレヘムの地にてゾハルと接触して進化、変異したギア。変異中は羊膜のようなものに包まれていた。見た目は赤いゼノギアス。統合されたフェイが波動存在と完全な接触を果たしたことによって、ゼノギアスに生まれ変わる。
ハイシャオ
| ハイシャオ               |                              |
| 搭乗者                   | ドミニア＋ケルビナ、ラムサス |
| 全高                     | 27.8シャール                 |
| 基本重量                 | 66.7カーン                   |
| 全装備重量               | 78.3カーン                   |
| サブジェネレーター出力   | 620                          |
| メインジェネレーター係数 | 4.5                          |
| 稼働時間                 | 640ツァイトル                |
| フレーム耐久度           | 380                          |
| 機体反応値               | 2.3                          |
| エーテル感応値           | 36.8                         |
| 海中速度                 | 130レプソル                  |
| 装備武器                 | 電磁アーム×2                 |
海中用ギア。基本的に複座型の機体だが、搭乗者の技量によっては1人でも操縦可能。戦闘が二回あるが、本編中では珍しく搭乗者が変わる機体である。

ブレードガッシュ
| ブレードガッシュ         |               |
| 搭乗者                   | ドミニア      |
| 全高                     | 15.8シャール  |
| 基本重量                 | 11.2カーン    |
| 全装備重量               | 14.6カーン    |
| サブジェネレーター出力   | 400           |
| メインジェネレーター係数 | 4.5           |
| 稼働時間                 | 600ツァイトル |
| フレーム耐久度           | 250           |
| 機体反応値               | 0.9           |
| エーテル感応値           | 55.4          |
| 表層速度                 | 270レプソル   |
| 飛翔速度                 | 960レプソル   |
| 装備武器                 | エーテル剣×1  |
エーテル剣を装備した、エレメンツ機中唯一の人型ギア。合体によりGエレメンツの胸部・両腕及び頭部の一部を構成する。
他のエレメンツのギアと2体合体が可能。それによって地形に適応した移動力と、そのギアのエーテル能力を使用できる。
シタンの設計。本来の機体名はガッシュであり様々な武器が使用可能だが、剣を得意とするドミニアが剣を武装に選んでいるためブレードガッシュと呼ばれる。

マリンバッシャー
| マリンバッシャー         |               |
| 搭乗者                   | ケルビナ      |
| 全高                     | 23.5シャール  |
| 基本重量                 | 18.9カーン    |
| 全装備重量               | 23.6カーン    |
| サブジェネレーター出力   | 320           |
| メインジェネレーター係数 | 4.6           |
| 稼働時間                 | 590ツァイトル |
| フレーム耐久度           | 240           |
| 機体反応値               | 0.9           |
| エーテル感応値           | 57            |
| 表層速度                 | 255レプソル   |
| 飛翔速度                 | 720レプソル   |
| 装備武器                 | 水圧砲×1      |
イルカのようなデザインをしたギア。水中戦用の機体らしいが、飛行能力を持つために地上でも使用可能。水のエーテルを増幅する機関が搭載されている。合体によりGエレメンツの両脚を構成する。
シタンの設計。ガッシュと2体合体も可能。本来は完全な水中用ギア。飛行機能は後から追加されたもの。

スカイギーン
| スカイギーン             |                      |
| 搭乗者                   | トロネ               |
| 全高                     | 17.7シャール         |
| 基本重量                 | 12.1カーン           |
| 全装備重量               | 14.2カーン           |
| サブジェネレーター出力   | 380                  |
| メインジェネレーター係数 | 4.4                  |
| 稼働時間                 | 580ツァイトル        |
| フレーム耐久度           | 260                  |
| 機体反応値               | 0.9                  |
| エーテル感応値           | 55.6                 |
| 表層速度                 | 370レプソル          |
| 飛翔速度                 | 1,300レプソル        |
| 装備武器                 | ソニックウェーブ砲×1 |
翼竜のような形をした空中戦用ギア。風のエーテルを増幅する機関が搭載されている。合体によりGエレメンツの背翼及び頭部の一部を構成する。
シタンの設計。ガッシュと2体合体してスカイガッシュになることも可能。

グランガオン
| グランガオン             |                          |
| 搭乗者                   | セラフィータ             |
| 全高                     | 16.5シャール             |
| 基本重量                 | 12.8カーン               |
| 全装備重量               | 17.2カーン               |
| サブジェネレーター出力   | 500                      |
| メインジェネレーター係数 | 4.2                      |
| 稼働時間                 | 590ツァイトル            |
| フレーム耐久度           | 230                      |
| 機体反応値               | 0.9                      |
| エーテル感応値           | 56.8                     |
| 表層速度                 | 260レプソル              |
| 飛翔速度                 | 1,080レプソル            |
| 装備武器                 | ヒートウェーブ照射装置×1 |
赤い鬣を持つライオン型局地戦用ギア。火のエーテルを増幅する機関が搭載されている。口にヒートウェーブ照射装置を装備。合体によりGエレメンツの胸部・腹部及び大腿部を構成する。
シタンの設計。ガッシュと2体合体も可能。本来は完全な地上用ギア。飛行機能を持つ翼は後から追加されたもの。

Gエレメンツ
| Gエレメンツ              |                                        |
| 搭乗者                   | ドミニア/ケルビナ/ トロネ/セラフィータ |
| 全高                     | 37シャール                             |
| 基本重量                 | 55.0カーン                             |
| 全装備重量               | 69.0カーン                             |
| サブジェネレーター出力   | 1,600                                  |
| メインジェネレーター係数 | 4.3                                    |
| 稼働時間                 | 450ツァイトル                          |
| フレーム耐久度           | 300                                    |
| 機体反応値               | 1.2                                    |
| エーテル感応値           | 55                                     |
| 表層速度                 | 180レプソル                            |
| 飛翔速度                 | 880レプソル                            |
| 装備武器                 | ブーストナックル×2 ガオン砲×1 機震剣×1 |
ブレードガッシュ、マリンバッシャー、スカイギーン、グランガオンが合体した巨大ギア。操縦はガッシュのパイロットが行い、他のパイロットはエーテル関連の制御を行う。武装は両手のブーストナックル、胸のガオン砲、そして巨大な実剣「機震剣」。必殺技はガオン砲で敵の動きを封じての「機震剣必殺斬り」。エレメンツ時代のヒュウガ(シタン)が設計した。合体の際にはロボットアニメか特撮ヒーロー物のような大袈裟な演出が入る。この荒唐無稽な機体はソラリス国民の戦意高揚のために設計されたとされ、「Gエレメンツの歌」などがソラリスの音楽教科書に載っているが、その実態は設計者シタンの単なる個人的趣味である。
また、ゼノサーガシリーズで登場するエルデカイザーの元となった。

カラミティ
| カラミティ               |                                         |
| 搭乗者                   | なし                                    |
| 全高                     | 27.8シャール                            |
| 基本重量                 | 34.8カーン                              |
| 全装備重量               | 46.8カーン                              |
| サブジェネレーター出力   | 470                                     |
| メインジェネレーター係数 | 4.3                                     |
| 稼働時間                 | 720ツァイトル                           |
| フレーム耐久度           | 350                                     |
| 機体反応値               | 2.1                                     |
| エーテル感応値           | 17.7                                    |
| 表層速度                 | 170レプソル                             |
| 飛翔速度                 | 590レプソル                             |
| 装備武器                 | ミサイルポッド×2 回転式ロケットアーム×2 |
バルタザールが対ソラリス戦用に設計したギアで、ゼプツェンのプロトタイプ。自立行動をする人工知能を搭載し、搭乗者を必要としない。ゲーム中では唐突に現れるが、バルタザールが設計したという事実を何故かフェイ達は知っている（一応、鍾乳洞脱出時にバルタザールがそれらしい発言をしているが）。

アハツェン
| アハツェン               | |
| 融合者                   | ニコラ・バルタザール |
| 全高                     | 28.4シャール |
| 基本重量                 | 34.6カーン |
| 全装備重量               | 49.4カーン |
| サブジェネレーター出力   | 605 |
| メインジェネレーター係数 | 5.6 |
| 稼働時間                 | 740ツァイトル |
| フレーム耐久度           | 450 |
| 機体反応値               | 2.4 |
| エーテル感応値           | 24.4 |
| 表層速度                 | 230レプソル |
| 飛翔速度                 | 835レプソル |
| 装備武器                 | ロケットポッド内装式 マイクロミサイルランチャー×3 フィンガーミサイル5門×2 胸部グラビディーカノン×1 トルネードハンマー×2 グラビディーライフル×1 |
M計画の実験によって作られた人機融合ギア。ゼプツェンの後継機でニコラ博士の脳神経が回路として組み込まれている。変形機構はシタンが開発したものを応用している。上記にも記したが、アハツェンはドイツ語で「18」の意。大鉄人17の『18(ワンエイト)』に由来。

ドーラ
| ドーラ                   |                                                 |
| 搭乗者                   | ヴァンダーカム                                  |
| 全高                     | 22.4シャール                                    |
| 基本重量                 | 70.2カーン                                      |
| 全装備重量               | 91.5カーン                                      |
| サブジェネレーター出力   | 525                                             |
| メインジェネレーター係数 | 4.8                                             |
| 稼働時間                 | 640ツァイトル                                   |
| フレーム耐久度           | 360                                             |
| 機体反応値               | 2.0                                             |
| エーテル感応値           | 10.5                                            |
| 表層速度                 | 230レプソル                                     |
| 装備武器                 | 機銃×2 主砲×1 ドーラ砲×1 対ギア用格闘戦アーム×2 |
地上戦の主力に艦船からギアに移る以前に設計された、旧式の砂漠用対艦機動兵器。艦隊を全滅させられたヴァンダーカムがヤケになって搭乗し、フェイ達に襲い掛かるが敗北。その後、グラーフに力を与えられてミロク小隊を全滅させるが、直後、フェイから覚醒したイドにより破壊される。
ゼノサーガ エピソードIに「プロト・ドーラ」という機体が登場。このドーラのプロトタイプかどうかは憶測の域を出ないが、形状は似ており、更にそのプロト・ドーラがゼノサーガI・IIに登場した際にはヴァンダーカムが元になったキャラが搭乗するため、一種のファンサービスとも取れる。

シャーカーン・ギア
| シャーカーン・ギア       |                                                              |
| 搭乗者                   | シャーカーン                                                 |
| 全高                     | 32.5シャール                                                 |
| 基本重量                 | 42.3カーン                                                   |
| 全装備重量               | 44.5カーン                                                   |
| サブジェネレーター出力   | 420                                                          |
| メインジェネレーター係数 | 5                                                            |
| 稼働時間                 | 690ツァイトル                                                |
| フレーム耐久度           | 370                                                          |
| 機体反応値               | 1.8                                                          |
| エーテル感応値           | 45.5                                                         |
| 表層速度                 | 250レプソル                                                  |
| 飛翔速度                 | 510レプソル                                                  |
| 装備武器                 | シールド内蔵型刻印砲×1 エーテル増幅装置付き 格闘戦用クロー×1 |
教会製の試作ギア。ソラリスから断片的な情報しか渡されない教会が、ソラリスからの独立を目論んで独自にゲート発生器を研究し、エネルギーを利用できるようにした。ゲート発生器からエネルギー供給を受けて、出力を限界以上に発揮し、エーテル増幅値を上げ、回復もする。･･････はずだったが動作不良を起こしたところを、グラーフに力を与えられてなんとか起動した。ゲートと接続中に攻撃すると反撃で回復してしまう。

アルカンシェル
| アルカンシェル           |                                     |
| 搭乗者                   | ストーン(スタイン)                  |
| 全高                     | 45.2シャール                        |
| 基本重量                 | 53.8カーン                          |
| 全装備重量               | 69.6カーン                          |
| サブジェネレーター出力   | 840                                 |
| メインジェネレーター係数 | 4.1                                 |
| 稼働時間                 | 710ツァイトル                       |
| フレーム耐久度           | 410                                 |
| 機体反応値               | 2.3                                 |
| エーテル感応値           | 56.6                                |
| 表層速度                 | 120レプソル                         |
| 飛翔速度                 | 330レプソル                         |
| 装備武器                 | 刻印砲×1 対ギア用機能障害ジャマー×2 |
海上制圧用巨大ギア。Arc-en-Cielとは、フランス語で虹の意。バリア中和装置と対ギア用機能障害ジャマーで敵を無力化する。エネルギー消費の問題で時間に制限はあるが、ある程度の時間なら空中で活動可能。シタンがソラリスにいた頃開発したものにストーン司教が装備を追加した。グラーフに力を与えられてエーテル障壁を展開したが、バントラインのジェシーカノンによって破られた。倒されると大爆発を起こして敵にダメージを与える。

エアッドギア
搭乗者：グラーフの遠隔操作
キスレブからヴェルトールを盗んだエリィを、ラハンに誘導するように追った浮遊型の人型ギア。キスレブのギア(ムシャ百式)も行動を共にしていた。エアッドによる遠隔操作式でグラーフが操っている。何度倒しても起き上がりティモシーを撃ち殺した。
ランスナイト
ゲブラー特務部隊のランク専用ギア。輸送中にゲリラの襲撃に合ったため、ゲーム内には登場しない。
ワンドナイト
| ワンドナイト             |                      |
| 搭乗者                   | ランク／ヘルムホルツ |
| 全高                     | 18.5シャール         |
| 基本重量                 | 16.8カーン           |
| 全装備重量               | 20.3カーン           |
| サブジェネレーター出力   | 380                  |
| メインジェネレーター係数 | 3.5                  |
| 稼働時間                 | 520ツァイトル        |
| フレーム耐久度           | 240                  |
| 機体反応値               | 1.4                  |
| エーテル感応値           | 28.4                 |
| 表層速度                 | 245レプソル          |
| 飛翔速度                 | 760レプソル          |
| 装備武器                 | パワービーム砲×1     |
ゲブラー特務部隊のヘルムホルツ専用ギア。シェバトの襲撃によりランスナイトが紛失したため、ランクにもワンドナイトが支給されている。
ゲーム中ではランクとヘルムホルツの2体で登場するためワンドナイツと表記される。
小型ホバーと両肩の翼により、短時間の飛行が可能な機動力重視のギア。
特務部隊配属後に長射程のパワービーム砲が装備された。

ソードナイト
| ソードナイト             |                                       |
| 搭乗者                   | ストラッキィ                          |
| 全高                     | 18.1シャール                          |
| 基本重量                 | 16.5カーン                            |
| 全装備重量               | 19.8カーン                            |
| サブジェネレーター出力   | 380                                   |
| メインジェネレーター係数 | 3.5                                   |
| 稼働時間                 | 530ツァイトル                         |
| フレーム耐久度           | 240                                   |
| 機体反応値               | 1.4                                   |
| エーテル感応値           | 28.4                                  |
| 表層速度                 | 255レプソル                           |
| 飛翔速度                 | 770レプソル                           |
| 装備武器                 | チェーンソード×1 内装式ガトリングガン |
ゲブラー特殊部隊のストラッキィ専用ギア。
武装は両肩のチェーンソードと、特務部隊配備後に装備された右腕ガトリング砲。
部隊では主に切り込み役を務める。

カップナイト
| カップナイト             |                                                       |
| 搭乗者                   | フランツ                                              |
| 全高                     | 18.1シャール                                          |
| 基本重量                 | 17.2カーン                                            |
| 全装備重量               | 18.2カーン                                            |
| サブジェネレーター出力   | 380                                                   |
| メインジェネレーター係数 | 4.2                                                   |
| 稼働時間                 | 530ツァイトル                                         |
| フレーム耐久度           | 240                                                   |
| 機体反応値               | 1.4                                                   |
| エーテル感応値           | 28.4                                                  |
| 表層速度                 | 250レプソル                                           |
| 飛翔速度                 | 765レプソル                                           |
| 装備武器                 | パイルバンカー×2 シールド内装 ロケットランチャー3門×2 |
ゲブラー特殊部隊のフランツ専用ギア。
武装は、遺跡発掘現場で削岩用に用いられるアームを戦闘用に改造した左腕と右腕に装備された投擲用シールド。
接近戦重視のギアで、ソードナイトとともに切り込み役を務める。

シールドナイト
| シールドナイト           |                               |
| 搭乗者                   | ブロイアー                    |
| 全高                     | 18.1シャール                  |
| 基本重量                 | 17.6カーン                    |
| 全装備重量               | 22.6カーン                    |
| サブジェネレーター出力   | 380                           |
| メインジェネレーター係数 | 3.5                           |
| 稼働時間                 | 520ツァイトル                 |
| フレーム耐久度           | 240                           |
| 機体反応値               | 1.4                           |
| エーテル感応値           | 28.4                          |
| 表層速度                 | 255レプソル                   |
| 飛翔速度                 | 770レプソル                   |
| 装備武器                 | 大型クロー×1 投射用シールド×1 |
ゲブラー特殊部隊のブロイアー専用ギア。
両肩に大型シールドを装備した防御力の高いギア。
武装はシールド上部のロケットランチャーとシールド先端のパイルバンカー。

ケンレン
| ケンレン                 |                                                   |
| 融合者                   | 捲簾(ケンレン)                                    |
| 全高                     | 28.5シャール                                      |
| 基本重量                 | 34.4カーン                                        |
| 全装備重量               | 47.3カーン                                        |
| サブジェネレーター出力   | 760                                               |
| メインジェネレーター係数 | 7.4                                               |
| 稼働時間                 | 722ツァイトル                                     |
| フレーム耐久度           | 480                                               |
| 機体反応値               | 1.3                                               |
| エーテル感応値           | 31                                                |
| 表層速度                 | 310レプソル                                       |
| 飛翔速度                 | 720レプソル                                       |
| 装備武器                 | 腕部一体型格闘戦用ハンマー×1 腕部一体型シールド×1 |
「ケンレン」のパーソナルデータを使用した人機融合ギア。
武装は右腕一体型のモーニングスター状のハンマー。左腕はシールドと一体化している。

テンポウ
| テンポウ                 |                                        |
| 融合者                   | 天蓬(テンポウ)                         |
| 全高                     | 29.6シャール                           |
| 基本重量                 | 35.7カーン                             |
| 全装備重量               | 52カーン                               |
| サブジェネレーター出力   | 740                                    |
| メインジェネレーター係数 | 7.1                                    |
| 稼働時間                 | 765ツァイトル                          |
| フレーム耐久度           | 470                                    |
| 機体反応値               | 1.0                                    |
| エーテル感応値           | 33.8                                   |
| 表層速度                 | 330レプソル                            |
| 飛翔速度                 | 740レプソル                            |
| 装備武器                 | 2連式格闘戦用フック×1 格闘戦用クロー×1 |
「テンポウ」のパーソナルデータを使用した人機融合ギア。
二対の脚と二対の腕をもつ、カマキリに似た形状のギア。
武装は右腕の二連式フックと左腕のクロー

ハマー
| ハマー                   |                                           |
| 融合者                   | ハマー                                    |
| 全高                     | 通常：13シャール 変態後：41.4シャール     |
| 基本重量                 | 9.3カーン                                 |
| 全装備重量               | 通常：14.2カーン 変態後：変態後32.2カーン |
| サブジェネレーター出力   | 540                                       |
| メインジェネレーター係数 | 5.2                                       |
| 稼働時間                 | 730ツァイトル                             |
| フレーム耐久度           | 390                                       |
| 機体反応値               | 2.2                                       |
| エーテル感応値           | 20.2                                      |
| 表層速度                 | 230レプソル                               |
| 飛翔速度                 | 655レプソル                               |
| 装備武器                 | ジェル噴射装 装甲貫通弾 自己変態装置      |
「ハマー」を改造した人機融合ギア。自己改造によって進化するが、一定の進化を遂げるとそれに伴うエネルギーの上昇に身体がついていかず、自爆してしまう。自爆する前に撃破するには相応の戦略が必要である。

### その他のギア
修理ロボット
戦闘中に登場しても、攻撃だけでは無く、修理や燃料補給も行ってくる。
ダンジョン内でアイテムやギア用部品を販売するタイプも存在する。
メイフライ
廃ギアに昆虫が寄生して動かしている。名前の由来は「五月蝿(うるさい)」から。
武力ロボ
サンドマンの発掘用ギア。名称は「ブリキ」と「武力」がかかっている
サルベージャー
潜水艇に手足が生えたような小型ギア。サルベージャー達が作業用に使う。バトリングには同型の機体が「マリーン」の名で登場し、極端なまでの当たり判定の小ささと強力な連続攻撃により、ゼノギアスと並んで他の機体とは一線を画す強さを誇る。
アコヤ
深海用攻撃ギア。
マーマン
深海用攻撃ギア。背中に魚雷状のバックパックを背負っている。

#### アヴェのギア
アヴェ01
アヴェ軍の主要ギア。ゲーム中には登場しないが、ギアのスペックの指数基準値はこのギアのものである。
トルーパー
アヴェの汎用ギア。腰に内蔵された機銃が武器。
スピアトルーパー
槍にも砲にもなるスピアを装備した重装甲ギア。
ギガフット
砲塔を背中に搭載した四足歩行の中型ギアだが、後脚で立ちあがっての格闘戦をも得意とする。国境艦隊などに配備。
サンドトリッパー
脚部がスキー板状になっており、砂漠での高速ホバー移動が可能となっているギア。国境艦隊などに配備。

#### キスレブのギア
処刑人から供与されたヴェルトールの研究とバトリングによるデータ収集で、ギア開発が行われている。
ムシャ百式
ゲブラーに強奪されたヴェルトールを追ってラハン村を襲撃したギア。
ムシャ百式改
マシンガンを装備するキスレブの汎用ギア。腰に刀を差しており、戦国時代の武者のような外観をしている。
ヒナワ拾式
キスレブの小型ギア。内蔵された機銃と、上部に設置されたキャノン砲が武器。
ハタモト参式
槍を装備する接近戦用ギア
シノビ零式
生物のような動作が特徴的なギア。
への6号
キスレブの大型ギア。ゴリアテを守備していた。シフトアップで能力値をアップさせるが、数回シフトアップするとオーバーヒートする。整備兵を呼び出して回復させることもある。

#### 教会のギア
エトーン
ビリーのようにマントは羽織っていないが、代わりに黒いローブを羽織っており、刻印攻撃という特殊なエーテルを使う。タイプによって、杖や杯が浮いてギアの周囲を回っている。

#### ソラリスのギア
後半に出てくるものは、ソラリス人やスファル人などを部品に使った自律型ギア。
爆弾戦艦ヘヒト
| 爆弾戦艦ヘヒト           |                           |
| 搭乗者                   | ドミニア                  |
| 全高                     | 189シャール               |
| 基本重量                 | 56,000カーン              |
| 全装備重量               | 56,020カーン              |
| サブジェネレーター出力   | 380                       |
| メインジェネレーター係数 | 3.4                       |
| 稼働時間                 | 600ツァイトル             |
| フレーム耐久度           | 230                       |
| 機体反応値               | 3.1                       |
| エーテル感応値           | 62                        |
| 飛翔速度                 | 580レプソル               |
| 装備武器                 | エアッド×6 大型エアッド×1 |
アヴェの砂上艦隊に、飛行ユニットと大型弾頭を後付けして爆弾戦艦化したもの。戦艦だが扱いはギアである。旗艦ヘヒトの艦橋には操作用ギアが接続され、ドミニアが無人の戦列艦をエアッドにより遠隔操作する。シタンが現在のサイズに改良する前の、旧式の大型エアッドが用いられている。

シュピラーレ
ソラリスの大型ギア。コマのような形状をしており、ドリル形態に変形する。
リトルフット
レーザー砲を装備する小型ギア。
ホワイトナイト
長剣を装備した中世の甲冑のようなギア。
アバランシュ
芋虫のような形状の大型ギア。
ツィダテール
四足歩行の大型ギア。尻尾を使ったステータス攻撃を多用してくる。
ペディスタル
拠点防衛用ギア。
スファルギア
カレルレンがスファル人を部品としてギアに改造したもの。
エギル・ウィング
空戦ギア。
エギル・ガンナー
長身のレーザー銃を装備したソラリスの汎用ギア。ラムサスが回想においてイドと対峙した際に率いていた部隊の乗機、およびエーリッヒ・ヴァン・ホーテンが乗り込んでエリィを逃そうとした時のギアは、これと同じ機体である。
エギル・アーマー
エギル・ガンナーに、ミサイルポッドや追加装甲を施した強化ギア。
エギル・ブレード
ギア用ナイフを装備したソラリスの汎用ギア。ナイフを伸ばす機能がある。
エーディン

## 戦艦、その他の機動兵器

### 味方側の主要兵器
ユグドラシル（I、II、III）
搭乗者:バルト、シグルド他
垂線間長：377シャール(745シャール)
最大幅:68シャール(115シャール)
常備重量：96,800カーン(19,500カーン)
砂中重量：128,900カーン(258,000カーン)
主機：ファティマ廟25期発掘型、スレイブジェネレーター1基2軸
出力：1,368,000カーン/ウーリア(1,556,000カーン/ウーリア)
表層速力：72レプソル(80レプソル)
砂中速力：95レプソル(空中速力：490レプソル)
兵装：400セム25口径連装砲×2基、130セム45口径連装砲×2基、40セム3連装機銃×12基、800セム砂中魚雷発射管×6基、(バルトミサイル×1基)
最大乗組員：258名
※カッコ内は「III」の内容である。
プレイヤーの足、時には実際に戦う機体にもなる、ファティマ家に代々伝わる由緒ある潜砂艦。2艦あり、シャーカーンが反乱を起こしたときに、両方とも行方不明となる。ひとつは、シグルドらが囚われていたバルトとマルーを救出する際に強奪したもので、最初に登場するのがこちらの「I」。開発当初の名称は「カイザー」。本編中、バルトとユグドラシルIはゲブラーの攻撃及び正体不明の謎のギア（イド）に襲われ、奮戦するも大破、流砂に沈んでしまう。
が、数奇な運命からか、バルトたちは砂の底で行方不明のもうひとつのユグドラシルを発見する。これが「II」であり、こちらは潜砂艦だけではなく、潜水艦としての機能も加わっている。開発当初の名称は「ドーラ」。強力な大型戦術対艦ミサイル｢グングニルミサイル｣(通称｢バルトミサイル｣)を装備しており、発射スイッチはバルトの趣味により｢保護ガラスを拳で叩き割る｣仕様(タツノコプロのアニメ作品『科学忍者隊ガッチャマン』に登場するバードミサイルへのオマージュ)。
「III」は、ゲームがシェバトまで進んだとき、改造により「II」に飛空挺としての機能が追加されたもの。飛行用機関は500年前にロニが使っていたものを使用している。
ユグドラシルIV世
搭乗者:バルト
垂線間長：1,370シャール(1,560シャール)
最大幅:320シャール(440シャール)
常備重量：1,260,000カーン
主機：第一世代型スレイブジェネレーター1基4軸
出力：14,300,000カーン/ウーリア
表層出力：100レプソル(80レプソル)
空中速力：930レプソル
兵装：2,000セム両用砲×8基、400レールガン×4基、1,200セム3連装対空ミサイル発射管×2基、スプレッドカノン×2基、フロートマイン射出ポッド×16基
最大乗組員：512名
※カッコ内は変型後の測定値。変型前後どちらも「III」を除いた場合の数値。
ユグドラシルIIIにキスレブ総督府となっていた揚陸艇を合体、人型に変形したものが「IV」である。「IV」はプレイヤーギアでは最高のHP99999を持つが、実際に操作できるのは一度きりである。
「IV」は元々はエルドリッジに搭載されたデウスシステムとは無関係の強襲揚陸艦であるが、大戦後にソラリスとの戦いに備えてロニ・ファティマ指導のもと発掘・改修されてスレイブジェネレーターが搭載されている。少人数で操作可能なように「III」に操作系統を集中させ、ギアが上に乗って操作できるようになっており、「III」部分は「IV」と連結されて強力なキャノン砲としても機能するようになっている。またエクスカリバーの艦首ラムはエルドリッジ時代から「IV」用の剣になるよう設計されていた。
エクスカリバー
搭乗者：ソフィア（1番艦）、シグルド（2番艦）
垂線間長：2,045シャール(4,080シャール)
最大幅:570シャール(610シャール)
常備重量：2,668,000カーン(5,437,000カーン)
主機：第一世代型スレイブジェネレイター並列2基4軸
出力：30,800,000カーン/ウーリア
表層出力：72レプソル(80レプソル)
空中出力：1,800レプソル(1,400レプソル)
兵装：2,600セム3連装両用砲×2基、高出力レーザー砲×2基、25セムマイクロレーザー砲×8基
最大乗組員：860名
※カッコ内はラム装備時の測定内容である。
エルドリッジに搭載されていたプレアスター級機動巡洋艦。ゲーム中には2隻存在して、2隻とも発掘したシェバトが保有していた。2番艦は船体とほぼ同じ長さをした艦首衝角(ラム)を装備。このラムは着脱可能で、ユグドラシルIV世用の剣としても使用可能。また、オートメーション化が進んでおり、搭乗者1人でも操船は可能。
1番艦は500年前の大戦でソフィアが搭乗。ラカン達を救うためにメルカバーに特攻をかけ、轟沈。
2番艦はシェバト墜落後に移動拠点として使われた後に、ユグドラシルIV世とジェネレーターを直結させ、メルカバー主砲を沈黙させるために使用された。
ランド・クラブ
搭乗者：シタン、メイソン
シタンがラハン村の自宅裏で調整していたカニのような乗用機械。跳ねて移動したり、プロペラで飛行も可能。アヴェのギアパーツを流用しているが、アヴェのギアパーツは粗悪だという。アヴェ王宮で飛行、脱出しようとした際にはプロペラだけが外れて飛んでいってしまった。そのため、苦肉の策の歩行と跳躍で脱出した。
碧玉要塞
搭乗者：ビリー
ニサンの霊廟の奥に秘されていた円盤型の戦艦。砲台はエルドリッジのものと酷似しているが、いずれの媒体でも明言されていない。バベルタワー（エルドリッジの先端部分）と同じ文明の頃に築かれたもので、砲台とバベルタワーの鏡は二つ合わせて一つの兵器となっている。鏡で砲弾を反射することで、ある程度任意の場所を狙うことができる。網膜パターンを利用したロックが仕掛けられており、バルトの祖先は自らの網膜パターンを記憶させた。そのため彼らの血を引く者でしか近づけない。

### アヴェ軍
キファインゼル級
搭乗者：ヴァンダーカム、コクサ、ホチ他
垂線間長：366シャール
最大幅:114シャール
常備重量：108,000カーン
主機：アヴェ31期発掘型スレイブジェネレーター1基
出力：1,488,000カーン/ウーリア
表層出力：60レプソル
兵装：8,000セム8口径攻城砲×1基、400セム対装甲砲×6基、220セム両用砲×4基、40セム3連装機銃×12基
最大乗組員：450名
アヴェ国境艦隊旗艦である砂上戦艦。巨大な8000セム砲を装備した、大艦巨砲主義の権化のような戦艦。しかしギアを主体とした近代戦では、ヴァンダーカムの時代錯誤の戦略もあって全く対応できず、フェイ達によって沈められる。
アヴェ標準型駆逐艦(アルテライヒ級)
搭乗者：アヴェ兵士
垂線間長：187シャール
最大幅:74シャール
常備重量：6,700カーン
主機：アヴェ27期発掘型スレイブジェネレーター1基
出力：76,000カーン/ウーリア
表層出力：90レプソル
兵装：1,500セムガン・ランチャー×1基、330セム両用砲×2基、180セム連装両用砲×4基、40セム3連装機銃×8基
最大乗組員：196名
キファインゼル級と同じくアヴェ独特のタンブルホーム型の船体を持つエスコート艦。汎用性が高く建造数もアヴェ戦艦の中ではもっとも多く建造された。キスレブ国境ではヴァンダーカムが乗艦していたキファインゼル級に付き従う形で同行していたが、結果として悲惨な目にあうことになる。

### キスレブ軍
ゴリアテ
搭乗者：シタン他
垂線間長：325シャール
最大幅:570シャール
常備重量：8,800カーン
主機：キスレブM-49型スレイブジェネレイター1基
出力：2,030,000カーン/ウーリア
空中出力：540レプソル
兵装：400セム機関砲×4基、300セム機関砲×12基、ゲートキーパー×1基
最大乗組員：320名
処刑人（ミァン）からもたらされたゲートキーパーを搭載した、キスレブの空中戦艦。フェイ達がキスレブ脱出の際に強奪するが、ブレイダブリクを空爆しに来たと早とちりしたバルトによって撃墜。あえなく海の藻屑となった。

### ソラリス軍
ソラリスのフリゲート艦
搭乗者：ラムサス、ミァン
垂線間長：390シャール
最大幅:68シャール
常備重量：146,000カーン
主機：ソラリス開発局18期発掘型スレイブジェネレイター1基
出力：1,360,000カーン/ウーリア
空中出力：770レプソル
兵装：800セム粒子砲×6基、400セム対空レーザー砲×18基、反陽子魚雷発射管×8基
最大乗組員：120名
最新型の空中戦艦。同型艦が観艦式に複数見られたことから、量産していると思われる。
ソラリス空中戦艦(ラムサス艦)
搭乗者：ラムサス、ミァン他
垂線間長：414シャール
最大幅:408シャール
常備重量：9,000カーン
主機：ソラリス開発局18期発掘型スレイブジェネレイター1基2軸
出力：15,000,000カーン/ウーリア
表層出力：70レプソル
空中出力：820レプソル
兵装：800セム粒子砲×2基、400セム対空火砲×12基、陸上制圧用MLRS×12基
最大乗組員：220名
哨戒を主に行う。粒子砲、リニアカタパルトなどをワンパッケージ化することで量産効率が高めており、充実したギア運用スペースを設けることが可能になっている。
ライトフォージ級潜砂艦
搭乗者:ラムサス、ミァン他
垂線間長：440シャール
最大幅:120シャール
常備重量：123,000カーン
砂中重量：132,000カーン
主機：ソラリス製ノルンB型スレイブジェネレーター1基2軸
出力：1,560,000カーン/ウーリア
表層出力：120レプソル(80レプソル)
砂中出力：135レプソル
兵装：900セム連装砲×2基、300セム連装砲×2基、40セム3連装機銃×18基、1,400砂中魚雷発射管×8基
最大乗組員：336名
フリゲート艦とは別のソラリスの戦艦。優れた潜砂能力を保有し、ユグドラシルIを雷撃した。
エゼキエル級戦闘艦
搭乗者：処刑人、グラーフ、カレルレン他
垂線間長：2,300シャール
最大幅:2,050シャール
常備重量：167,000カーン
主機：ユミル型反重力スレイブジェネレイター1基2軸
出力：11,000,000カーン/ウーリア
空中出力：455レプソル
兵装：22,000セム・アクティブキャノン砲×16基
最大乗組員：1,024名
カレルレンの空中戦闘艦。蛸壷のような形状をしているため「タコつぼ艦」と呼ばれる。処刑人とグラーフは、これを使ってヴェルトールやゲートキーパーをキスレブにもたらした。カレルレンがエメラダを求めて用いた時は、幾条もの光線を放ち、大量の巨大ウェルスを投下して邪魔なサルベージ船団を壊滅させた。
ハリケーン要塞
ソラリスの巨大な地上制圧用機動兵器。要塞とは名ばかりで巨大な海栗のような姿をしており、伸縮自在に変化して攻撃を仕掛けてくるという奇抜な戦い方をする。首都とゲートを失ったソラリスが、ニサン制圧のために放った。しかしアヴェとキスレブが和平を結んだことで誕生したユグドラシルIV世との一騎討ちにより破壊される。
神の方舟メルカバー
ラジエルの樹から得たデータを基にカレルレンが建造した超巨大戦艦。独楽のような独特の形状をしているのが特徴。主兵装には長射程を誇る主砲が搭載されており、あらゆる物質を蒸発させる。そして常に障壁が展開されているため全ての攻撃をシャットアウトしてしまう。上記のように攻守共に優れており、これまで登場した兵器とは比較にならない戦闘力を有する。欠点としては主砲を撃つ際にはどうしても障壁の一部を解除する必要があり、また高い出力から次弾を撃つまで1〜2秒のインターバルを要する。この間隙を突かれ、エクスカリバー2番艦とユグドラシルⅣ世の特攻により轟沈した。
ストーリー終盤にて登場し、その圧倒的というのもおろかしい絶対的な攻撃力によって地上の大半を破壊した。フェイたちの勢力も幾度も戦いを挑んだが近づくことすら出来ず撤退を余儀なくされた。
なお、500年前の戦いにもメルカバー艦は登場しており、こちらはソフィアがユグドラシルによる特攻で相殺している。皮肉にも現代にて蘇ったメルカバーも同様の方法で撃破された。

## デウスシステム

### 機動端末兵器群
ディアボロス
500年前にグラーフとなったラカンが呼び醒ましたデウスの初期型機動端末兵器群。グラーフはこれらを用いて当時の人類の約98%を虐殺した。この日は後に「崩壊の日」と呼ばれ、当時を知る人物たちから恐れられている。ディアボロスたちは、OR.ヴェルトールがロニたちに敗北したため機能停止した。
天使<アイオーン>
エーテル能力を持つ新種の機動端末。その性能はギア・バーラーに比肩するといわれている。
形状と能力に差はあるものの、上記のディアボロスと同一のものである。全体的に青白く透き通っていて頭上に天使の輪がある。属性によって地のアイオーン、火のアイオーン、癒しのアイオーン、力のアイオーン、剣のアイオーンなど姿と能力が異なる。
地上に降り立ち、デウスの命令である「地上の文明を破壊する」ため次々と人類を虐殺しているが、一方では吸収し取り込んでいる。これをシタンは「母が子を子宮に戻す行為」と称している。デウスの目的とは合わないため疑問を抱いていた。
形状が違うのは、デウスに吸収された人々のイメージが反映されているため。またナノマシンが組み込まれているためカレルレンの操り人形となっており、原子レベルまで粉砕しない限り何度も完全復活を遂げるという厄介な特性を持つ。しかしカレルレンの師であるトーラが開発した新型ナノマシンにより再生能力を無効化することが可能となった。
四柱神（しちゅうしん）
デウスにパワーを送る四機の巨大なアイオーン。他のアイオーンとは違って透き通っておらず、比較的ギアに近い形状をしている。
連続攻撃を得意とし、強力な地属性エーテル「地よりわき立つもの」を使用するメタトロン。
強力な回復エーテル「ヒーリング」及び反撃を行うサンダルフォン。
ステータス異常を引き起こす「天からふり注ぐもの」や動きを封じる能力を持つハールート。
ギアから燃料を奪う「フュエルドレイン」とHP半減攻撃を用いるマールート。
いずれかを倒せばデウスのステータスが低下し、また攻撃の一部を封じることが可能。全て倒せば最低にまで弱体化する。この戦闘のみフェイを外すことが可能となっている。

## スレイブジェネレーター
スレイブジェネレーターとは戦艦の機関やギアの動力、風呂のボイラーに至るまで幅広く使用されているエネルギー源である。
元は星間戦争時代の産物であるため新規に製造する技術は失われており、作中の世界では発掘によって掘り出されたものを使用している。
動作原理
スレイブジェネレーターは名前が表す通りマスタージェネレーターに対する従属関係を持ち、マスタージェネレーターとはデウスシステムの動力炉である事象変移機関ゾハルを指す。
エネルギーの減少を感知したスレイブジェネレーターがゾハルに対してエネルギー充当要請を行い、ゾハルが事象変移を行うことによってエネルギーを補充するという一種の永久機関として動作する。
スレイブジェネレータは製造時に定格のエネルギー容量が設定されており、定格出力以上の出力を再設定することはヒトの手では不可能だがグラーフが唯一定格出力を超えた出力を再設定する能力を持っている。
ハイパーモード
スレイブジェネレータには3段階の出力レベルがあり、初期状態は1であるが戦闘を行うことによって出力レベルが上昇し、更に一定確率で3段階目の出力レベルを大幅に上回る膨大なエネルギーを一定時間発生させるハイパーモードと呼ばれる状態が存在する。
ゼボイム文明時代にスレイブジェネレーターの理論は解析されており、絶大なエネルギーを発生させるハイパーモードは戦闘機器に理想的な機関として注目されていたがその不確定さと出力に耐えうるだけの剛性を持つ機体を製造することが出来なかったため実戦力としては使用されなかった。作中ではアタックレベル∞と表示され、ギアの戦闘力が大幅に上昇し特別な必殺技を使用出来るなどの効果が得られる。